# 岡部たかし
岡部 たかし（おかべ たかし、1972年〈昭和47年〉6月22日 - ）は、日本の俳優、ナレーター。和歌山県出身。クリオネ所属。

## 人物・来歴
高校卒業後、建設会社で現場監督を務めたが、職場に馴染めず1年で退社。フリーター生活の中、劇団東京乾電池の大阪公演に感銘を受けて24歳で役者を志して上京。
劇団東京乾電池に所属。退団後、村松利史の演劇ユニット「午後の男優室」や山内ケンジがプロデュースする「城山羊の会」など、数多くのプロデュース公演に出演。自身が立ちあげた演劇ユニット「切実」では演出も担当。趣味はヨガ。
芸人の阿佐ヶ谷姉妹とは劇団東京乾電池が運営する研究所で出会い、以降付き合いの長い友人関係を築いている。2024年に放送された『ボクらの時代』（フジテレビ）では3人の共演が実現している。

## 出演

### 舞台
- サニーサイドシアタープロデュース「熱海殺人事件」（2006年）
- 岡部たかし・金谷真由美・渡部友一郎・THE MANプロデュース「愛の寸劇」（2006年）
- 城山羊の会「クレブス・ペルオスの迫害と恐怖」（2006年、山内ケンジ 作・演出）
- 城山羊の会「若い夫のすてきな微笑み」（2007年、山内ケンジ 作・演出）
- フジテレビお台場冒険王「わかちょサスペンス劇場」（2007年）
- 城山羊の会「新しい橋〜le pont neuf〜」（2008年、山内ケンジ 作・演出）
- ひぐらしのなく頃に外伝「今宵は惨劇のプロローグ」（2008年）
- サンプル「家族の肖像」（2008年、松井周 作・演出）
- ジェットラグプロデュース「あなたと私のやわらかな棘」（2008年、牧田明宏 作/中屋敷法仁 演出）
- 城山羊の会「新しい歌〜tyto nove pisnicky〜」（2008年、山内ケンジ 作・演出）
- たけだあき遅刻「食卓ロマン」（2009年、たけだあき作・演出）
- キレなかった14才リターンズ「少年B」（2009年、柴幸男 作・演出）
- 城山羊の会「新しい男」（2009年、山内ケンジ 作・演出）
- MysteryNight「コウモリ村の掟〜その村は地図から消された〜」（2009年）
- 五反田団「生きてるものはいないのか」（2009年、前田司郎 作・演出）
- MysteryThe3rd「幸福への迷路〜婚活バーベキュー殺人事件〜」（2009年） - 演出・出演
- イーピン企画10周年＋城山羊の会「イーピン光線」（2010年、山内ケンジ 作・演出）
- たけだあき遅刻「それで、」（2010年、たけだあき 作・演出）
- 城山羊の会「微笑の壁」（2010年、山内ケンジ 作・演出）
- MysteryThe3rd「ClosedRoomGame〜♪館〜」（2010年） - 演出・出演
- 逆転ミステリー劇場「狙われた仮装コンテスト」（2011年）
- 岡部たかし・大地輪子プロデュース「切実」（2011年） - 演出・出演
- 城山羊の会「メガネ夫妻のイスタンブール旅行記」（2011年、山内ケンジ 作・演出）
- 青年団若手自主企画vol.50「若い兄嫁」（2011年、ふじきみつ彦 作）
- リアルスパイゲーム「THE RITZ-CARLTON恋物語」（2011年） - 作・演出・出演
- 赤いピンプロジェクト「遺産相続カンパニーLEGACY RACE」（2011年） - 演出・出演
- MysteryThe3rd「ClosedRoomGame〜館2〜」（2011年） - 演出・出演
- 城山羊の会「探索」（2011年、山内ケンジ 作・演出）
- 昨日の祝賀会「ロッカーの濡れてる床、イスがない」（2012年、ふじきみつ彦 作・演出）
- 城山羊の会「スキラギノエリの小さな事件」（2012年、山内ケンジ 作・演出）
- 昨日の祝賀会「東京芸術劇場リニューアル記念『東京福袋』」（2012年）
- MysteryThe3rd「ClosedRoomGame動く密室〜閉ざされたバスツアー〜」（2012年） - 演出・出演
- 城山羊の会「あの山の稜線が崩れてゆく」（2012年、山内ケンジ 作・演出）
- 昨日の祝賀会「冬の短篇」（2013年） - 演出・出演
- 城山羊の会「効率の優先」（2013年6月、山内ケンジ 作・演出、東京芸術劇場シアターイースト）
- またここか（2018年、坂元裕二作/豊原功補演出） - 根森真人 役[7]
- 城山羊の会「平和によるうしろめたさの為の」（2024年、山内ケンジ 作・演出）[8]
- 城山羊の会「勝手に唾が出てくる甘さ」（2025年公演予定、山内ケンジ 作・演出）[9]

### テレビドラマ
- 走れ公務員!（1998年、フジテレビ）
- ペダンチックな夜（2004年、フジテレビ）
- モップガール 第5話（2007年11月9日、テレビ朝日）
- ハンチョウ〜神南署安積班〜 シリーズ1 第3話（2009年4月27日、TBS）
- ザ・クイズショウ 第7話（2009年5月30日、日本テレビ）
- BOSS 第9話・最終話（2009年6月11日・25日、フジテレビ）
- 大河ドラマ（NHK）
  - 龍馬伝 第47回（2010年11月21日）
  - 八重の桜 第23回（2013年6月9日）
  - 真田丸 第37回（2016年9月18日） - 大井政吉 役
  - 西郷どん 第36回 - 第38回（2018年9月23日 - 10月14日） ‐ 林玖十郎 役
  - 青天を衝け 第34回 - 第40回（2021年11月7日 - 12月19日） - 大倉喜八郎 役[10]
- 特命係長 只野仁ファイナル 第2夜（2012年1月7日、テレビ朝日） - 川品徹 役
- 相棒 season10 第16話（2012年2月15日、テレビ朝日） - 沖野刑事 役
- ハンチョウ5〜警視庁安積班〜 第8話（2012年5月28日、TBS）
- ダブルス〜二人の刑事 第2話（2013年4月25日、テレビ朝日）
- 月曜ゴールデン「十津川警部シリーズ」50 消えたタンカー（2013年9月9日、TBS）
- 都市伝説の女 第7話（2013年11月22日、テレビ朝日）
- 天魔さんがゆく Episode3-2（2013年8月5日、TBS）
- 刑事吉永誠一 涙の事件簿 第1話（2013年10月11日、テレビ東京）
- ブラック・プレジデント（2014年4月 - 6月、関西テレビ） - 小早川 役
- 女はそれを許さない 第3話（2014年11月4日、TBS） - 佐々木利幸 役
- サムライせんせい 第3話（2015年11月6日、テレビ朝日） - 仙波和彦 役
- いつかこの恋を思い出してきっと泣いてしまう 第9話（2016年3月14日、フジテレビ）  - かつての朝陽 を知る人 役
- 土曜ワイド劇場 検事・悪玉1（2016年3月19日、テレビ朝日） ‐ 深見編集長 役
- 立花登青春手控え 第6話（2016年6月17日、NHK BSプレミアム） - 為蔵 役
- 大貧乏 第6話（2017年2月12日、フジテレビ） - 鈴木忠成 役
- きみはペット（2017年2月 - 3月、フジテレビ） - 伊丹友和 役
- カルテット 第8話（2017年3月7日、TBS）  - たこ焼き屋さん 役
- CRISIS 公安機動捜査隊特捜班 第2話（2017年4月18日、関西テレビ） - 財部医師 役
- 連続テレビ小説（NHK）
  - ひよっこ 第52回・第53回（2017年6月1日・2日）
  - なつぞら（2019年） - 川谷幸一 役
  - エール（2020年） - 立川敦司 役
  - ブギウギ（2023年） - アホのおっちゃん 役[11]
  - 虎に翼（2024年4月 - 5月） - 猪爪直言 役[12]
  - ばけばけ（2025年後期放送予定） - 松野司之介 役[13]
- 眩〜北斎の娘〜（2017年9月18日、NHK） - 加瀬崎十郎 役
- BORDER 衝動～検視官・比嘉ミカ（2017年10月6日・13日	、テレビ朝日）
- 奥様は、取り扱い注意 第2話（2017年10月11日、日本テレビ）
- 都庁爆破!（2018年1月2日、TBS） - 国木田 役
- 直撃!シンソウ坂上 緊急ドラマ!オウム終わらせた男（2018年7月12日、フジテレビ） - 林郁夫 役
- 噂の女 第3話（2018年4月28日、BSジャパン） - 長谷川純一 役
- 絶対零度〜未然犯罪潜入捜査〜 第8話（2018年8月27日、フジテレビ） - 都築洋平 役
- dele 第7話（2018年9月7日、テレビ朝日） - 和田保 役
- いよっ!弁慶（2018年10月31日、NHK） - 沢木敦 役
- 松本清張ドラマスペシャル 疑惑（2019年2月3日、テレビ朝日） - 安田龍一 役
- わたし、定時で帰ります。 第4話・第7話・第9話（2019年5月7日・28日・6月11日、TBS） ‐ 丸杉常務 役
- 俺のスカート、どこ行った? 第4話（2019年5月11日、日本テレビ）- 工場長 役
- 月曜名作劇場 警視庁SP特命係（2019年3月4日、TBS） ‐ 安東祐樹 役
- 土曜ドラマ デジタル・タトゥー 第3回（2019年6月1日、NHK） - 中西 役
- 執事 西園寺の名推理2 第6話（2019年5月31日、テレビ東京） - 天谷光俊 役
- 仮面ライダーゼロワン 第7話（2019年10月13日、テレビ朝日） - 佐藤先生 役
- まだ結婚できない男 第7話（2019年11月19日、関西テレビ） - 大島雄作 役
- シャーロック 第10話（2019年12月9日、フジテレビ） - 田所秘書 役
- ストレンジャー〜上海の芥川龍之介〜（2019年12月30日、NHK） - 村田孜郎（しろう） 役
- 悪魔の弁護人・御子柴礼司 〜贖罪の奏鳴曲〜 第6話 - 最終話（2020年1月11日 - 25日、東海テレビ） - 岬啓二 役
- 恋はつづくよどこまでも 第1話 - 第3話（2020年1月14日 - 28日、TBS） - 巣鴨学 役
- コタキ兄弟と四苦八苦 第6話（2020年2月15日、テレビ東京） - タワマンセレブ 役
- 駐在刑事 SEASON2 第6話（2020年2月28日、テレビ東京） - 小此木忠義 役
- 不協和音 炎の刑事 VS 氷の検事（2020年3月15日、テレビ朝日） - 城崎知也 役
- スイッチ（2020年6月21日、テレビ朝日） - 重藤啓輔 役
- 私たちはどうかしている（2020年8月12日 - 9月30日、日本テレビ） - 富岡勝 役
- 共演NG（2020年10月26日 - 12月14日、テレビ東京） - 池田匠 役[14]
- コールドケース3 〜真実の扉〜 第1話・第2話（2020年12月5日・12日、WOWOW）
- 竹内涼真の撮休 第7話（2020年12月19日、WOWOW） - 久保剛 役[15]
- FM999 999WOMEN'S SONGS（2021年3月26日 - 6月4日、WOWOWオンデマンド・WOWOWプライム） - 小池徹 役
- 桜の塔（2021年4月 - 6月、テレビ朝日） - 上條勇仁 役
- 今ここにある危機とぼくの好感度について 第3話（2021年5月8日、NHK総合） - 浜田剛志 役
- 白い濁流（2021年8月22日 - 10月10日、NHK BSプレミアム） - 森山直也 役
- 和田家の男たち（2021年10月22日 - 12月10日、テレビ朝日） - 滝口剛 役
- めざましドラマ「めぐる。」（2021年12月6日 - 17日、フジテレビ）[16]
- ダマせない男（2022年3月26日、日本テレビ）- マスター 役[17]
- 明日、私は誰かのカノジョ 第4話 - 第6話（2022年5月4日 - 18日、毎日放送） - 桧山涼 役
- 17才の帝国（2022年5月7日 - 6月4日、NHK総合） - 鷲田光 役
- インビジブル 第6話（2022年5月20日、TBS） - 中根沢晃浩 役
- しろめし修行僧 第8話（2022年5月28日、テレビ東京）- 円香のパパ 役
- 脚本芸人 第2夜（2022年6月23日、フジテレビ）- 根元 役
- 空白を満たしなさい 第1話（2022年6月25日、NHK総合） - オカダ 役
- 夜ドラ あなたのブツが、ここに（2022年8月22日 - 9月29日、NHK総合）- 葛西信夫 役[18]
- エルピス-希望、あるいは災い-（2022年10月24日 - 12月26日、関西テレビ・フジテレビ）- 村井喬一 役[19][20]
- リバーサルオーケストラ（2023年1月11日 - 3月15日、日本テレビ） - 小野田隼 役[21][22]
- 杉咲花の撮休 第2話「ちいさな午後」（2023年2月17日、WOWOW） - 定食屋の客 役[23]
- リズム（2023年7月5日 - 7月26日、フジテレビ） - 尾木文男 役[24]
- ハヤブサ消防団（2023年7月13日 - 9月14日、テレビ朝日） - 徳田省吾 役[25][26]
- 軍港の子 〜よこすかクリーニング1946〜（2023年8月10日、NHK総合） - 川合雄造 役[27]
- 訳アリ女ダイアリー（2024年3月2日、TBS） - 護間二郎 役[28]
- 厨房のありす 第9話（2024年3月17日、日本テレビ） - 温田実 役
- 約束 〜16年目の真実〜（2024年4月11日 - 6月13日、読売テレビ・日本テレビ） - 一条健人 役[29]
- 新宿野戦病院（2024年7月3日 - 9月11日、フジテレビ） - 横山勝幸 役[30]
- Qros(キュロス)の女 スクープという名の狂気（2024年10月7日 - 12月9日、テレビ東京） - 林田彰吾 役[31]
- キャスター（2025年4月13日 - 6月15日、TBS） - 海馬浩司 役[32]
- しあわせな結婚（2025年7月17日 - 、テレビ朝日） - 鈴木考 役[33]

### 配信ドラマ
- First Love 初恋（2022年11月24日、Netflix）- 並木頼道 役[34]
- 恋の妄想♡消防団（2023年8月3日 - 、TELASA）  - 徳田省吾 役[35]
- 夫はわたしじゃいけないの?（2024年12月13日 - 、BUMP） - 秋人 役[36]
- しあわせな結婚 -スピンオフ-（2025年7月31日、TELASA） - 鈴木考 役[37]

### 映画
- ショートムービー「ボンドのききめ」（2010年、畑中大輔監督）
- ショートムービー「Movies-High11山下敦弘クラス作品集」（山下敦弘監督）
- ショートムービー「ぼうし」（佐藤稔浮監督）
- ショートムービー「JOHNNIE WALKER 『曇天吉日』」（山下敦弘監督）
- ミツコ感覚（2011年、山内ケンジ監督）
- ショートムービー「愛しのひなちゃん」（畑中大輔監督）
- 踊る大捜査線 THE FINAL 新たなる希望（2012年、本広克行監督）
- すーちゃん まいちゃん さわ子さん（2013年3月、御法川修監督）
- 友だちのパパが好き（2015年12月、山内ケンジ監督）
- SUNNY 強い気持ち・強い愛（2018年8月、大根仁監督）
- 花束みたいな恋をした（2021年1月29日、土井裕泰監督）
- N号棟（2022年4月29日、後藤庸介監督）[38]
- 異動辞令は音楽隊!（2022年8月26日、内田英治監督） - 篠田誠 役[39][40]
- マンガ家、堀マモル（2024年8月30日、榊原有佑監督、武桜子監督、野田麗未監督） - 林 役[41]
- この夏の星を見る（2025年7月4日、山元環監督） - 綿引邦弘 役[42]
- 秒速5センチメートル（2025年10月10日公開予定、奥山由之監督） - 窪田邦彦 役[43]

### 配信映画
- クレイジークルーズ（2023年11月16日、Netflix）[44][45]

### 劇場アニメ
- 花緑青が明ける日に（2025年公開予定、四宮義俊監督） - 帯刀榮太郎 役[46]

### CM
- 「テンヨだしつゆ」
- 「ユンケル」
- 「QUOQカード」
- 「日清ごんぶと」
- 新日邦「娯楽惑星コンコルド」
- 「パチスロ必勝ガイド」
- ミツカン「金のごまだれ」
- SONY「プレイステーション2eyetoy」
- 「iタウンページ」
- 「ビックカメラ」
- 「スーパーモーニング＋やじうまプラス」
- 「SME×ユンケル」
- 「SME×サントリー黒烏龍茶」
- JR東日本「東京ステーションシティ」
- LOTTE「Coolish」
- 富士ゼロックス「beat」
- ニッショー「サガッシー」
- SoftBank「白戸家一大事直後篇」（2009年）
- 「らいずほーむ」
- 「2011オータムジャンボ宝くじ」
- 「Renta! 俺のオススメ編」
- 「関電不動産開発」
- 「ミツモア」エアコンクリーニング（2023年）
- サントリー サントリー生ビール トリプル生「球場」篇（2024年9月 - ）[47]

### ナレーション
- BEAMS SOUNDTRACK「LIFE AS CINEMA」
- 「VISAカードWEBムービー」
- 「FOXチャンネル ネスカフェ」
- 「アイシティ」
- 「モバゲー」
- 「ゆうちょラジオCM」
- 「読売新聞」
- 「mentos」
- 「SAPPORO北海道生搾り みがき麦」
- 「東京電力」

### ドキュメンタリー
- 「情熱大陸」（2024年4月28日、TBS）
- 「あさイチ　プレミアムトーク」（2024年5月31日、NHK総合）